# Уильямс, Дженни
Дженни Уильямс (род. 1 апреля 1962, Гванда) — зимбабвийская правозащитница и основательница организации «Женщины Зимбабве восстают» (Women of Zimbabwe Arise, WOZA). Критик правительства президента Роберта Мугабе, The Guardian в 2009 году охарактеризовали её как «одну из самых неприятных заноз в глазу Мугабе».

## Ранний период жизни
Уильямс родилась в Гванде, Зимбабве, в основном её воспитывала её мать, Маргарет Мэри, урождённая МакКонвилл, дочь ирландца, эмигрировавшего на территорию Родезии из графства Арма. Дед Ульямс стал золотоискателем и женился на Бахлези Мойо из племени Матабеле.
В возрасте 16 лет Уильямс бросила школу и начала работать, чтобы её мать могла позволить себе обучение прочих детей в семье. В 1994 году старший брат Уильямс умер от СПИДа.

## Активизм
С 1994 по 2002 год фирма по связям с общественностью, принадлежащая и возглавляемая Уильямс, представляла Союз коммерческих фермеров Зимбабве. Вскоре это привело компанию Уильямса к конфликту с Мугабе из-за его политики захвата ферм, принадлежащих белым, в качестве меры земельной реформы. После того, как Мугабе призвал ветеранов насильственно захватывать фермы, принадлежащие белым, Уильямс начала протестовать против того, что она назвала нарушениями прав человека. Она также утверждала, что лучшие фермы были переданы политическим союзникам Мугабе. В результате преследования со стороны полиции Уильямс была вынуждена закрыть свою компанию.
В 2002 году Уильямс стала одной из основательниц WOZA, массового оппозиционного движения, созданного в ответ на предполагаемое бездействие народа Зимбабве в отношении правительства Мугабе. Организация сосредоточилась на публичных массовых протестах против Мугабе и в последующие годы количество её членов выросло до 70 000. Уильямс и другие лидеры WOZA установили «основное правило», согласно которому руководство должно участвовать в порой опасных протестах вместе с рядовыми членами: «Мы не будем говорить кому-то делать то, что мы не хотим делать сами».
К 2008 году правительство Мугабе арестовало Уильямс за её действия в рамках WOZA 33 раза. После одного из арестов в 2003 году Amnesty International объявила её узницей совести. Human Rights Watch также осудила неоднократные аресты Уильямс и сопредседателя WOZA Магодонги Махлангу, заявив, что правительство Зимбабве должно освободить женщин и «предоставить гражданскому обществу право на мирные демонстрации». После очередного ареста в середине 2008 года посол США Джеймс Д. МакГи призвал к её освобождению, назвав Уильямс «выдающимся человеком, чей голос должен быть услышан», а обвинения против неё — «фикцией». На следующий день её выпустили под залог. В 2012 году её арестовали в 40-й раз во время ежегодного марша WOZA в честь Дня святого Валентина, десятой годовщине существования группы.

## Признание

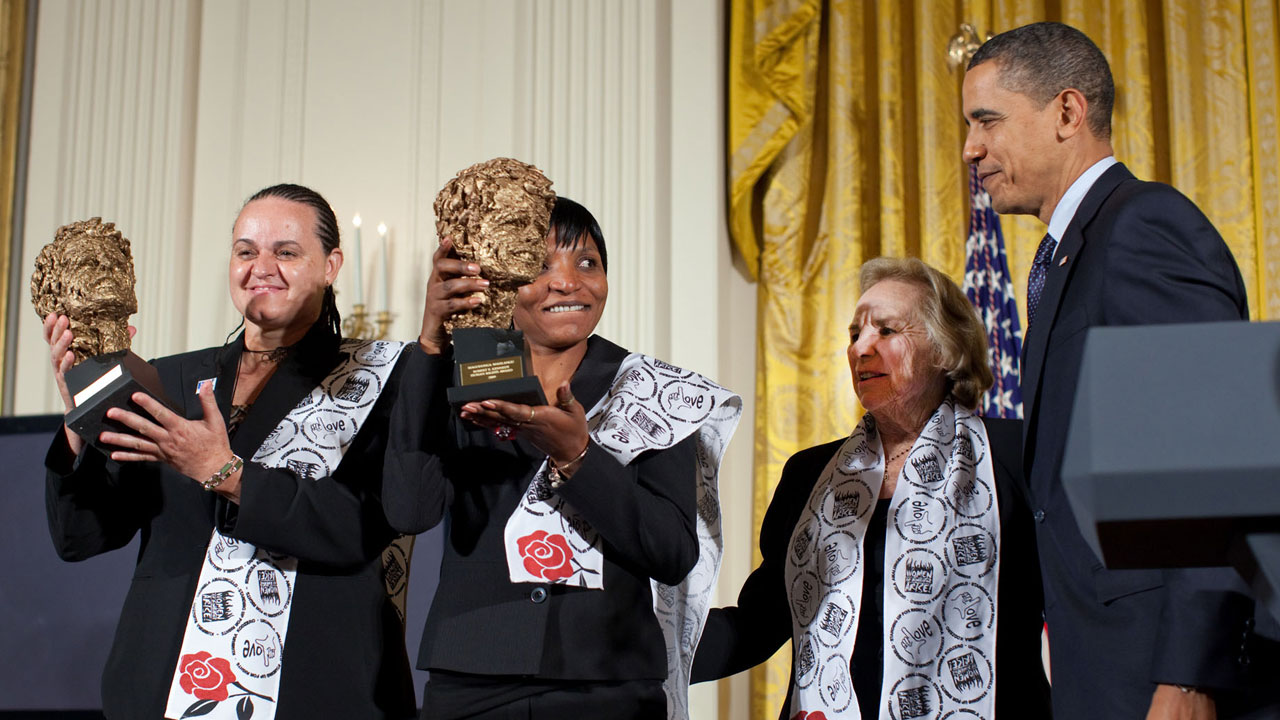
Дженни Уильямс (слева) и Магодонга Махлангу (в центре) получают Премию Роберта Ф. Кеннеди в области прав человека от президента США Барака Обамы (справа) 23 ноября 2009 года.

В 2007 году Уильямс была удостоена Международной женской премии за отвагу правительства США за «показ примера отваги и лидерства, работы над переменами мирными и ненасильственными средствами». Награду вручила госсекретарь Кондолиза Райс. Два года спустя Уильямс и сопредседатель WOZA Магодонга Махлангу были награждены премией Роберта Ф. Кеннеди в области прав человека, которую вручил президент США Барак Обама. На церемонии Обама заявил, что эта пара "показала женщинам WOZA и народу Зимбабве, что они могут подорвать власть своих угнетателей своей собственной силой.
В Международный женский день 2012 года Уильямс была награждена премией Фонда Джинетты Саган от Amnesty International, которая присуждается женщинам, «работающим над защитой свободы и жизни женщин и детей в районах, где широко распространены нарушения прав человека». Награда была вручена в знак признания её работы по «вдохновлению и обучению женщин отстаивать и требовать свои права человека и гражданские права в Зимбабве». Под эгидой программы крёстных родителей немецкого парламента для правозащитников Марина Шустер занимается повышением осведомленности о работе Уильямс.

## Семья
Уильямс замужем за электриком, от которого у неё трое взрослых детей, два сына и дочь. В середине 2000-х годов они уехали в Соединённое Королевство после угроз отдать сыновей в молодёжную милицию. После нескольких сокращений её муж уехал вслед за детьми. Уильямс остается в Зимбабве, борясь за социальную справедливость, несмотря на усиление репрессий со стороны правительства. В свободное время она исследует свое генеалогическое древо.